# آرتور نایت
)

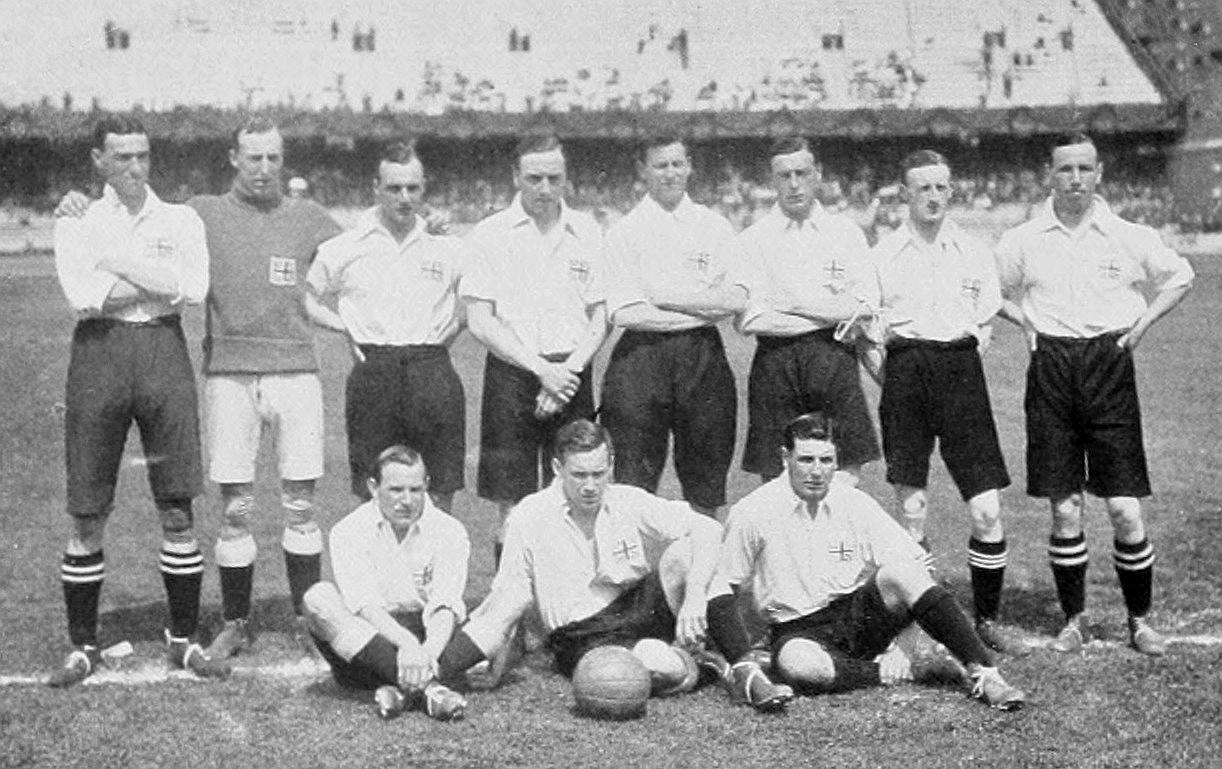
تیم ملی فوتبال بریتانیا در المپیک تابستانی ۱۹۱۲

آرتور نایت (به انگلیسی: Arthur Knight) زادهٔ ۷ سپتامبر ۱۸۸۷ بازیکن فوتبال اهل انگلستان بود که سابقهٔ بازی در تیم ملی فوتبال انگلستان را در کارنامهٔ خود دارد. وی در تاریخ ۲۵ اکتبر ۱۹۱۹ تنها بازی ملی خود را در مقابل تیم ملی فوتبال ایرلند انجام داد.